# Alvaro Biagini
Alvaro Biagini (Montecatini Terme, 1º ottobre 1935) è un allenatore di calcio ed ex calciatore italiano, di ruolo centrocampista.

## Carriera

### Giocatore
Cresciuto nella Lucchese, con cui debutta in Serie B, passa all'Atalanta, con cui esordisce in Serie A. Successivamente si trasferisce al Palermo, in Serie B, con cui ritorna nel massimo campionato nel 1955-1956. L'annata successiva, però, è culminata con la retrocessione. Quattro anni dopo, l'ultimo chiuso con un'altra promozione, con Čestmír Vycpálek in panchina, passa al Catania, ceduto «per un piatto di lenticchie» come diranno le cronache dell'epoca, con cui torna in massima serie e di cui fu titolare fisso nei sei anni successivi consecutivi nel massimo livello calcistico italiano. Termina la carriera di calciatore in Serie C nel Taranto, dove è capitano e dove in cui dal 1967-1968 ha il doppio ruolo di giocatore e allenatore coadiuvando in quest'ultima funzione Lorenzo Paradiso.

### Allenatore
Intrapresa la seconda attività di allenatore, si diploma, a Taranto, al corso per avere il patentino di terza categoria, per svolgere il ruolo di trainer della principale società calcistica dell'omonima città, nella terza serie italiana di calcio, allenandola per il biennio 1967-1969, diventando dunque "allenatore-giocatore" e ottenendo: nel primo anno un terzo posto nel girone C della Serie C e nel secondo, quando decide di lasciare ufficialmente il calcio giocato, un inaspettato primo posto, arrivando capolista ma venendo esonerato e sostituito da Mario Caciagli verso la fine del torneo, in seguito ad alcuni risultati negativi; alla fine la società vince comunque il girone e viene quindi promossa nella Serie B 1969-1970. Successivamente viene ammesso al corso di seconda categoria a Coverciano (per allenare in Serie B) e passa alla Torres, rimanendo in Serie C, con la quale ottiene una sofferta salvezza. Dopo scende di categoria, in Serie D, dove allena il Bagheria, conducendolo alla permanenza in campionato dopo aver vinto gli spareggi salvezza contro il Ragusa e la sua futura squadra Canicattì. Nel 1973, sempre a Coverciano, ottiene il patentino di prima categoria (per allenare in Serie A) e nella stagione 1972-1973 subentra, dalla 23ª giornata, a Umberto Pinardi sulla panchina del Palermo, militante in Serie A. Debutta pareggiando 1-1 in casa del Napoli. Non riesce a scongiurare la retrocessione (seconda in carriera con i rosanero) con il penultimo posto in classifica; sotto la sua guida il club ha totalizzato 3 punti in 8 partite, frutto del suo primo pareggio all'esordio, di 5 sconfitte consecutive in seguito e di altri 2 pareggi nelle ultime 2 giornate (con la compagine siciliana ormai retrocessa), senza conseguire nemmeno una vittoria; non viene confermato per la nuova annata in Serie B, ma rimarrà nei quadri del Palermo diventando vice del nuovo allenatore Corrado Viciani, che porterà il Palermo in finale di Coppa Italia. Nel 1977-1978 è tecnico del Siracusa, con il quale si piazza al 15º posto (anche se poi la squadra declasserà in Serie C2) e nel 1978-1979 è ingaggiato dall'Akragas, con cui conquista il terzo posto. L'anno dopo non viene confermato ma è richiamato nel 1980-1981, quando conquista la promozione in Serie C2. La stagione seguente ottiene la salvezza.
Ritorna così in Serie D: prima al Canicattì, con cui vince subito il proprio girone nel 1982-1983, ottenendo dunque il salto di categoria, e dopo al Trapani, che lo vede però sollevato dall'incarico: gli subentra Bartoluccio Sorrentino.
Torna successivamente al Palermo, dove è stato coordinatore ed osservatore del settore giovanile per 5 anni, dal 1988 al 1993.

## Palmarès

### Allenatore

#### Competizioni nazionali
- Serie D: 1

Akragas: 1980-1981
- Campionato Interregionale: 1

Canicattì: 1982-1983